# تياغو دا سيلفا
تياغو دا سيلفا (بالبرتغالية: Thiago Jotta da Silva‏) هو لاعب كرة قدم برازيلي، ولد في 14 فبراير 1983، وتوفي في 24 سبتمبر 2008 في ريو دي جانيرو في البرازيل. لعب مع نادي فاسكو دا غاما.